# Турумбетовский сельсовет
Турумбетовский сельсовет — муниципальное образование в Аургазинском районе Республики Башкортостан Российской Федерации.

## История
Согласно «Закону о границах, статусе и административных центрах муниципальных образований в Республике Башкортостан» имеет статус сельского поселения.

## Население
| 2002 | 2009 | 2010 | 2012 | 2013 | 2014 | 2015 |
| ---- | ---- | ---- | ---- | ---- | ---- | ---- |
| 953  | ↗998 | ↘888 | ↘865 | ↘858 | ↘845 | ↘830 |
| 2016 | 2017 |      |      |      |      |      |
| ↘821 | ↘783 |      |      |      |      |      |

## Состав сельского поселения
| № | Населённый пункт | Тип населённого пункта       | Население |
| - | ---------------- | ---------------------------- | --------- |
| 1 | Турумбет         | село, административный центр | ↘559      |
| 2 | Усманово         | деревня                      | ↘279      |
| 3 | Салихово         | деревня                      | ↘44       |
| 4 | Игенче           | деревня                      | ↘6        |